# 1959 en santé et médecine
| Années de la santé et de la médecine : 1956 - 1957 - 1958 - 1959 - 1960 - 1961 - 1962    |
| Décennies de la santé et de la médecine : 1920 - 1930 - 1940 - 1950 - 1960 - 1970 - 1980 |

Cet article présente les faits marquants de l'année 1959 en santé et médecine.

## Événement
- 26 juillet :  aux États-Unis, première fusion du cœur d'un réacteur nucléaire avec dégagement significatif de gaz radioactifs[1].

## Décès
- Li T'ao (né en 1901), médecin chinois, historien de la médecine traditionnelle[2],[3].